# Гродненская семинария
Межепархиальная высшая духовная семинария в Гродно — одна из двух католических семинарий Белоруссии наряду с семинарией Пинска. В основном подготавливала священников для служения в Гродненской епархии, хотя её выпускники служат и в других епархиях Белоруссии, а также на Украине, в России и Казахстане. С 2018 года официально получила статус межъепархиальной и с этого момента ведёт подготовку священников для служения в Гродненской и Витебской епархиях и в Минско-Могилёвском архидиоцезе.

## История
Католическая семинария в Гродно была основана 1 сентября 1990 года декретом епископа Тадеуша Кондрусевича, на тот момент апостольского администратора католиков в Белоруссии.
По словам Иосифа Станевского «Решение об открытии Гродненской духовной семинарии стало для нас долгожданным событием. Выбор пал на этот город, поскольку здесь существовала материальная база — монастырь, который незадолго до упомянутых событий передали костёлу. Среди слушателей первого набора (в их числе посчастливилось находиться и мне) наряду с гражданами Беларуси были, с согласия епископа, и представители других постсоветских государств: Грузии, Казахстана, Литвы. Хотя вообще-то наша семинария является диацезиальной, то есть рассчитанной в основном на подготовку кадров для Гродненской епархии».
17 августа 1990 года городские власти Гродно вернули Католической церкви конфискованный в 1940 году бернардинский монастырь, в котором в советское время находилось управление судебной медицины. В бывшем монастыре разместилась вновь основанная семинария.
На первый курс было зачислено 37 человек из разных концов бывшего СССР: 15 человек из Гродненской области, 9 человек из других областей Белоруссии, 12 человек с Украины и 1 человек из Грузии. В первом академическом 1990—1991 году семинария насчитывала 11 преподавателей, которые проводили обучение по 20 предметам.
В первые месяцы семинария испытывала большие бытовые трудности: не хватало жилых помещений, учебных аудиторий, не было кухни, многие помещения нуждались в ремонте и др. 17 июня 1995 года впервые в истории семинарии состоялось рукоположение в сан священника. Глава Гродненского диоцеза епископ Александр Кашкевич рукоположил диаконов — Иосифа Станевского и Иосифа Ганчица. Еще семеро выпускников семинарии были рукоположены в диаконы.
С 1997 года в семинарии работает библиотека, насчитывающая почти 20 тысяч томов и 80 наименований журналов. В 2002 году семинарию посещал кардинал Вальтер Каспер. В 2005 году новым ректором семинарии стал один из её первых выпускников Иосиф Станевский.
В 2013 году И. Станевский был назначен викарным епископом Гродно. Новым ректором семинарии стал священник Роман Рачко.
Ректоры семинарии
| кс. Станислав Кучинский    | 1990 – 1996 |
| кс. Люциан Радомский       | 1996 – 2000 |
| кс. еп. Антоний Демьянко   | 2000 – 2005 |
| кс. (еп.) Иосиф Станевский | 2005 – 2014 |
| кс. Роман Рачко            | 2014 – 2018 |
| кс. Виталий Войтеховский   | 2018 –      |

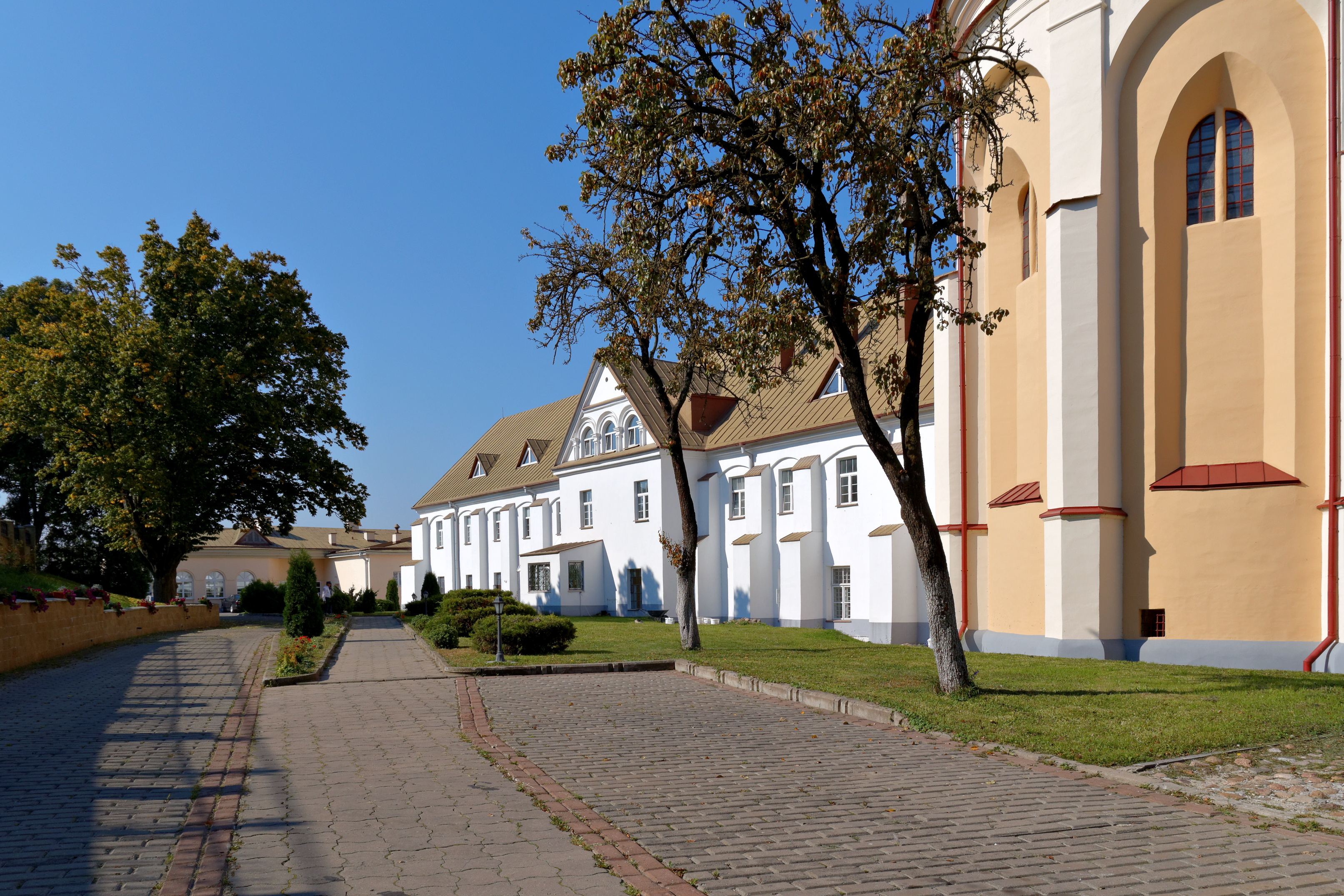
Двор семинарии в Гродно

Покровители семинарии: Дева Мария Непорочная, св. Михаил Архангел, св. Иуда Тадеуш.

## Современное состояние
Обучение продолжается 6 лет. В среднем общее число семинаристов составляет около 60 человек. Всего Гродненская семинария в период с 1995 по 2020 год выпустила более 215 священников, в том числе 205 для Беларуси, 9  для Украины и 1 для Казахстана.